# 납줄개
납줄개(학명: Rhodeus sericeus)는 동아시아와 시베리아 등지에 널리 서식하는 잉어목 잉어과 납줄개속에 속하는 소형 민물고기이다. 아무르납줄개라고도 한다.
조개류, 그 중에서도 담치류의 조가비 안에 기생 산란하며, 탁한 물에 대한 적응력이 높아 용존 산소가 적어도 잘 생존한다. 몸길이는 7~10cm 정도까지 자란다.